# Дмитриев-Оренбургский, Николай Дмитриевич
Никола́й Дми́триевич Дми́триев-Оренбу́ргский (рус. дореф. Николай Дмитріевичъ Дмитріевъ-Оренбургскій; 1 [13] ноября 1838, Нижний Новгород — 21 апреля [3 мая] 1898, Москва) — русский живописец и график, представитель петербургского академизма пореформенной эпохи, ассоциируемый с окружением Ивана Крамского и первой волной передвижников; баталист и жанрист, также работал как портретист, книжный и журнальный иллюстратор. Участник «бунта четырнадцати», один из учредителей Санкт-Петербургской артели художников (оба в 1863). Академик (с 1868) и профессор (с 1883) Императорской Академии художеств.

## Биография
Родился в Нижнем Новгороде 1 (13) ноября 1838 года (источники также указывают 1 апреля 1837 года) в семье оренбургского помещика; воспитывался в доме своего отца и в Уфимской губернской гимназии и по переезду своих родных в Санкт-Петербург готовился к поступлению в юнкеры.
По совету заслуженного ректора живописи В. К. Шебуева (согласно А. И. Сомову в «Брокгаузе — Ефроне») и настоянию Н. К. Зацепина и Я. И. Ростовцева (согласно некрологу «Исторического вестника»), стал посещать классы Императорской Академии художеств. Занимался у ректора академии Ф. И. Бруни и за успехи в рисовании и живописи получил четыре малые и одну большую серебряную медали. В 1860 году удостоен малой золотой медали, за написанную по программе картину: «Олимпийские игры». В течение следующих двух лет пытался получить большую золотую медаль; исполнил картины на сюжеты из допетровской эпохи: «Великая княгиня София Витовтовна на свадьбе великого князя Василия Темного» (в Иркутском художественном музее) и «Стрелецкий бунт» (в Таганрогском художественном музее), но ни за ту, ни за другую не получил искомой награды.
В 1863 году снова выступил конкурентом на большую золотую медаль, но, вместе с тринадцатью другими академистами во главе с Иваном Крамским, отказался от исполнения предложенной им программы и, выйдя из Академии со званием классного художника 2-й степени, участвовал в учреждении Санкт-Петербургской артели художников, членом которой состоял до 1871 года.
В 1868 году картина «Утопленник в деревне» (находится в Русском музее) доставила ему звание академика. В 1869 году он сопровождал великого князя Николая Николаевича Старшего в его поездке на Кавказ и в губернии Харьковскую и Воронежскую; плодом этого путешествия был альбом из 42 карандашных рисунков.
В 1871 году Дмитриев-Оренбургский отправился на казённый счёт за границу, сроком на три года; провёл их, главным образом, в Дюссельдорфе, где пользовался советами знаменитых Беньямина Вотье и Людвига Кнауса. Затем надолго поселился в Париже (около 10 лет), где стал одним из главных участников в учреждении местного «Общества русских художников»; выставлял свои картины в годичных салонах, лишь изредка присылая их в Санкт-Петербург, и исполнял рисунки для русских и французских иллюстрированных изданий.
В Париже произошёл переход его от жанровой к батальной живописи, причиной которого было получение Высочайшего заказа на несколько картин на сюжеты из Русско-турецкой войны 1877—1878 годов. За две из них («Бой на Систовских высотах конвоя императора Александра II» и «Въезд императора в город Плоэшты») Академия присудила ему в 1883 году звание профессора батальной живописи. Чтобы иметь все необходимые пособия и удобства при исполнении дальнейших картин той же серии, он возвратился в 1885 году на постоянное жительство в Санкт-Петербург. За несколько лет он написал свыше 30 картин, которые были размещены в Помпеевской галерее Зимнего дворца, великокняжеских дворцах и у частных любителей живописи. В Петербурге он открыл рисовальный класс.
Кроме картин он сделал много рисунков для различных иллюстрированных изданий, а также иллюстрации на сюжеты из произведений Пушкина, Некрасова, Тургенева.
Имел награды: орден Святой Анны 3-й степени (1883).
Умер после тяжёлой болезни (саркома) 21 апреля (3 мая)  1898 года в Москве; похоронен в Петербурге на Смоленском православном кладбище (уч. 243, на Горивельской дорожке).

## Галерея

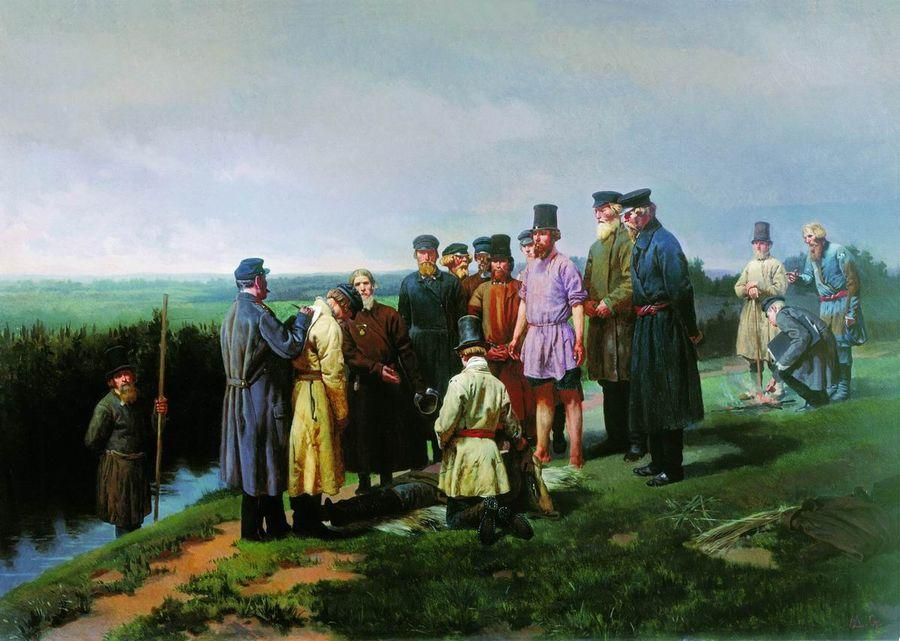
Утопленник в деревне. 1868 Русский музей, Санкт-Петербург
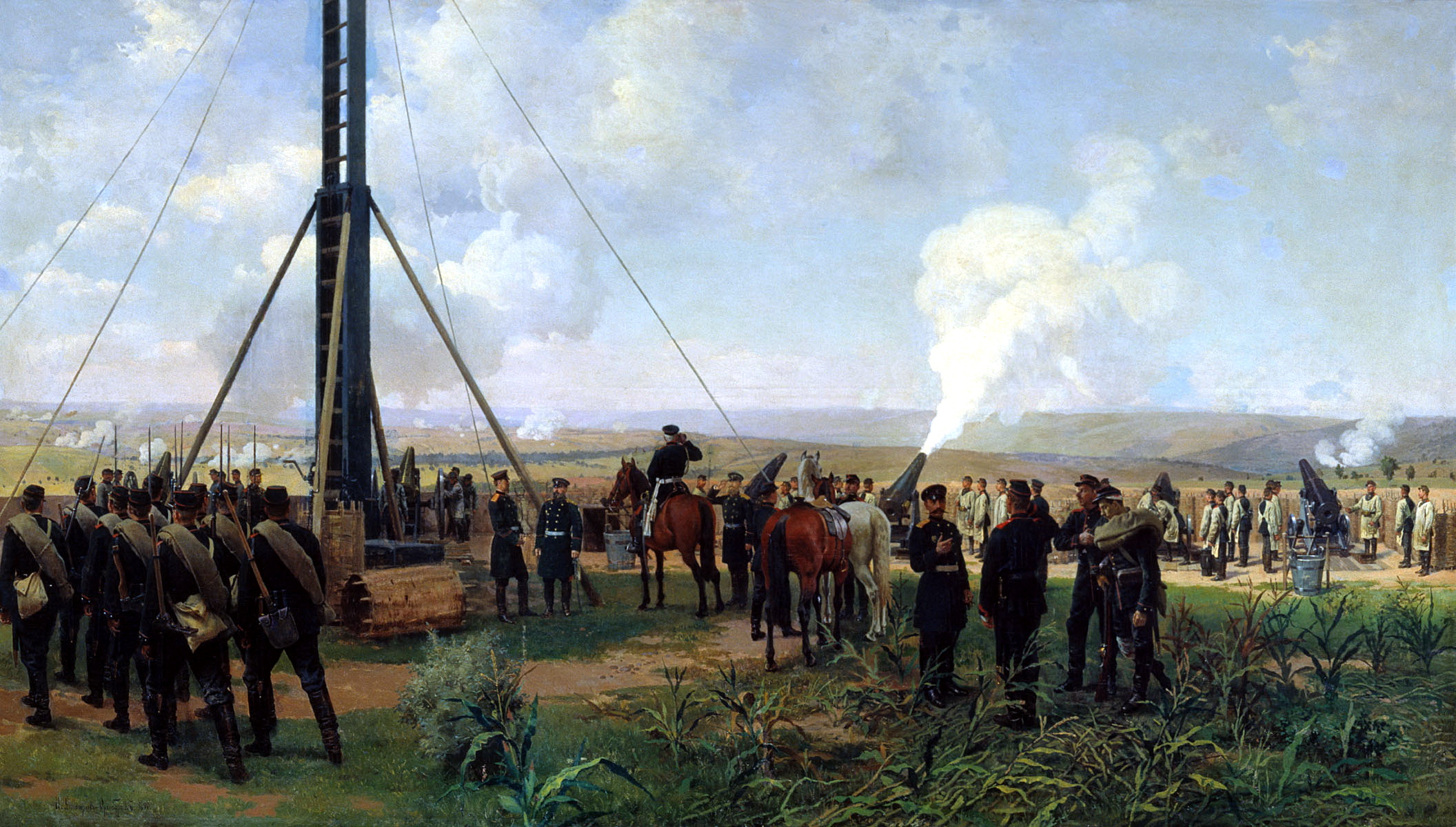
Артиллерийский бой под Плевной. Батарея осадных орудий на Великокняжеской горе. 1880 Артиллерийский музей, Санкт-Петербург
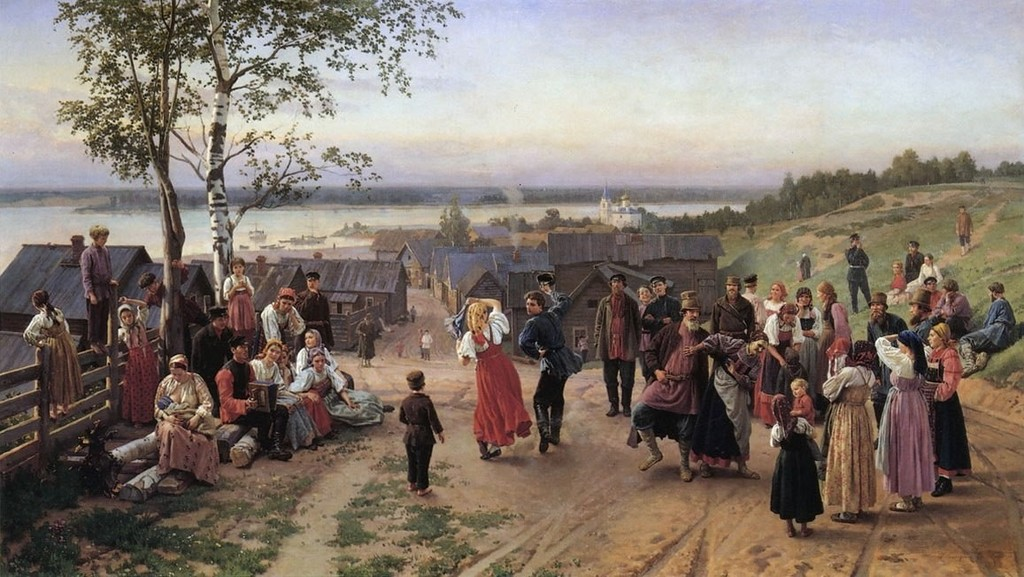
Воскресенье в деревне. 1884 Частное собрание
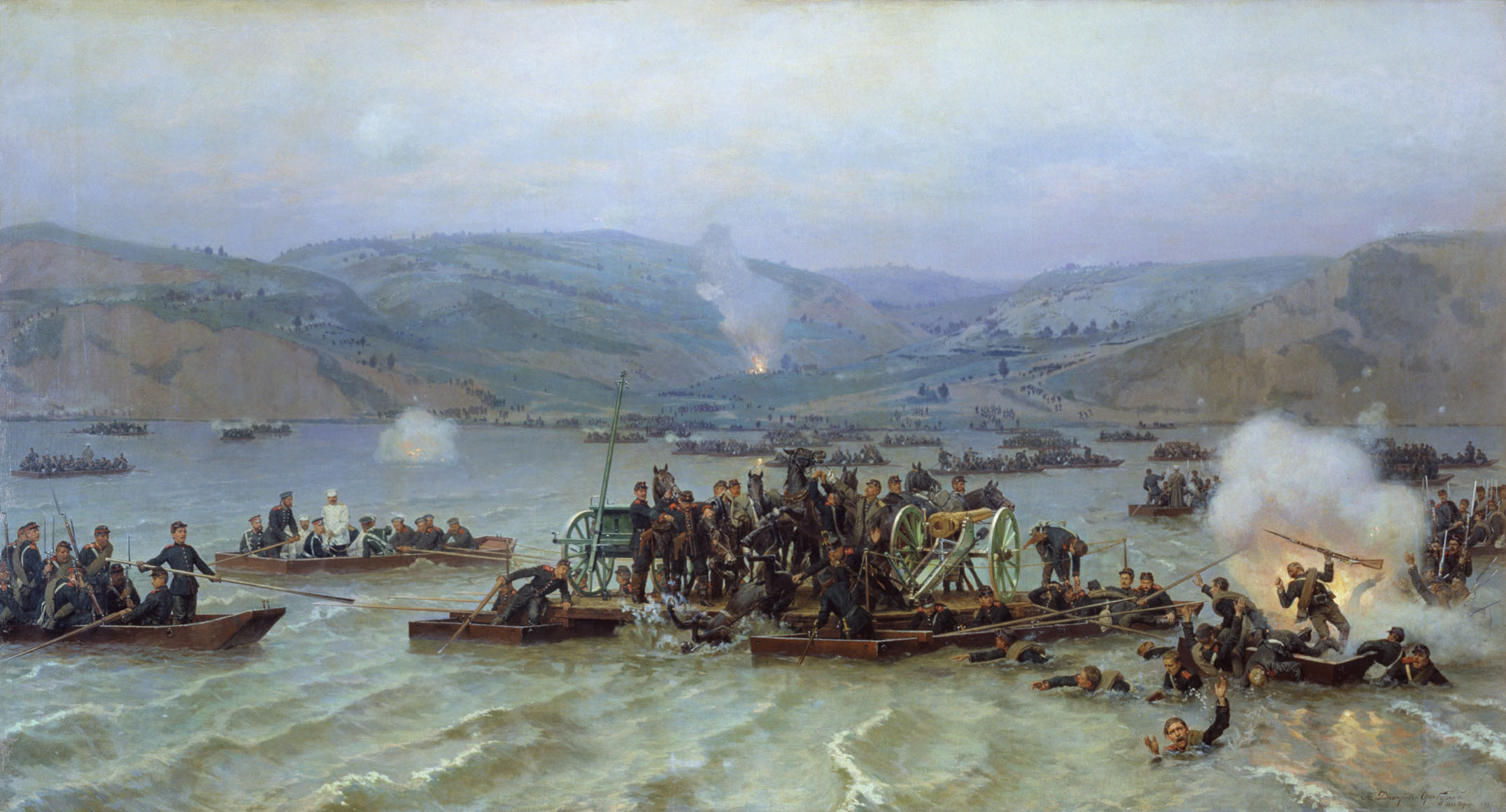
Переправа русской армии через Дунай у Зимницы 15 июня 1877 года. 1883 Артиллерийский музей, Санкт-Петербург
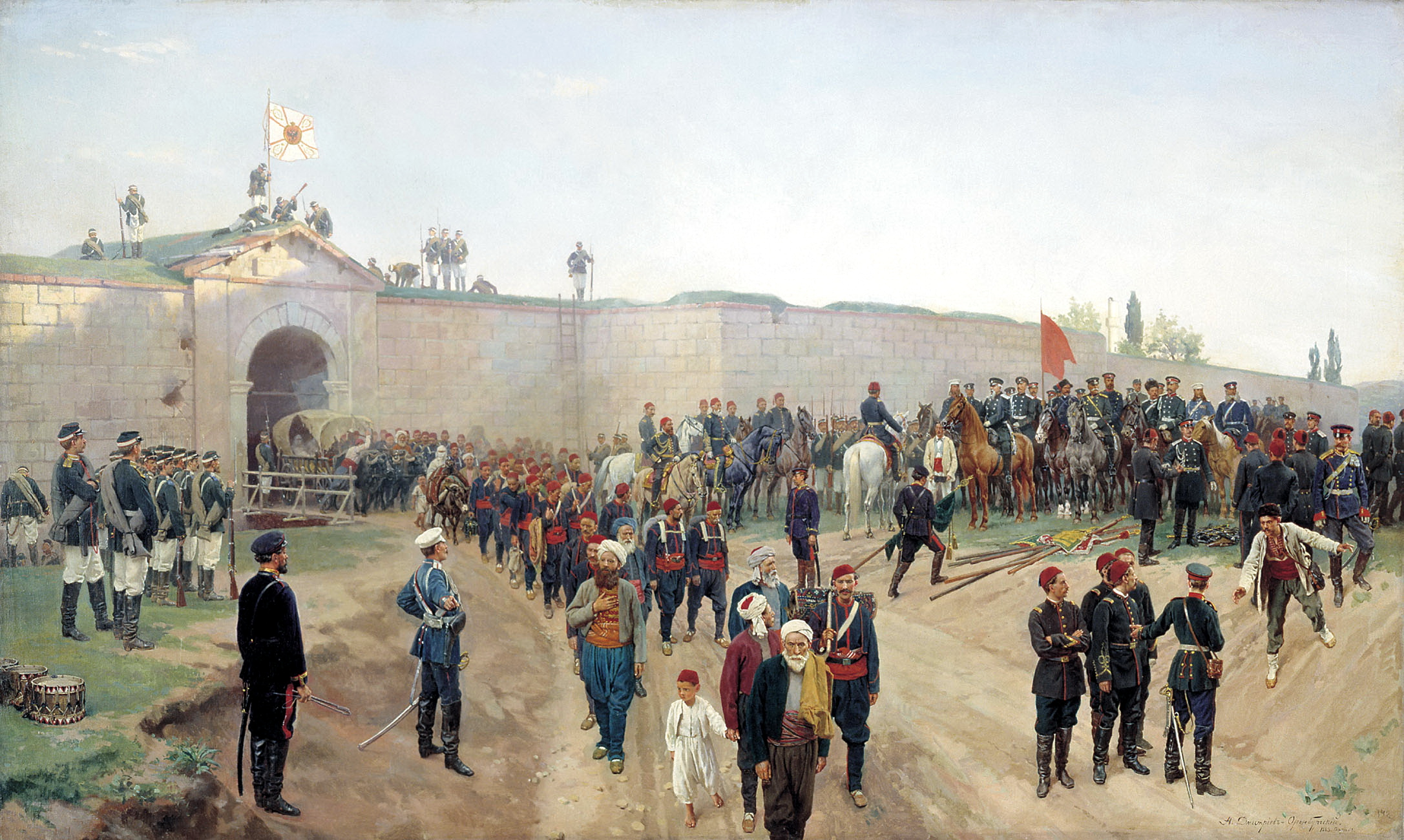
Сдача крепости Никополь 4 июля 1877 года. 1883 Артиллерийский музей, Санкт-Петербург
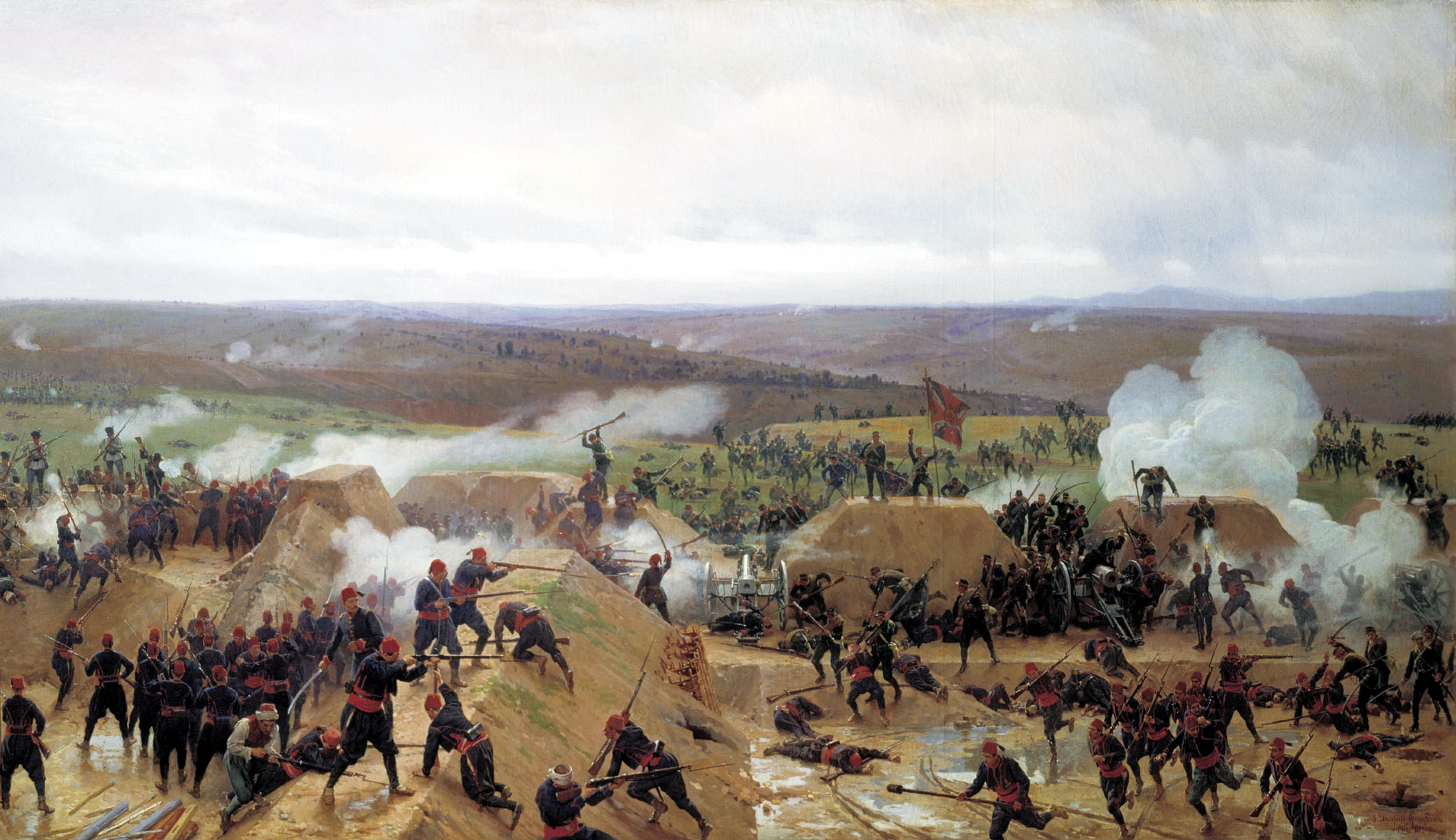
Захват Гривицкого редута под Плевной. 1885 Артиллерийский музей, Санкт-Петербург
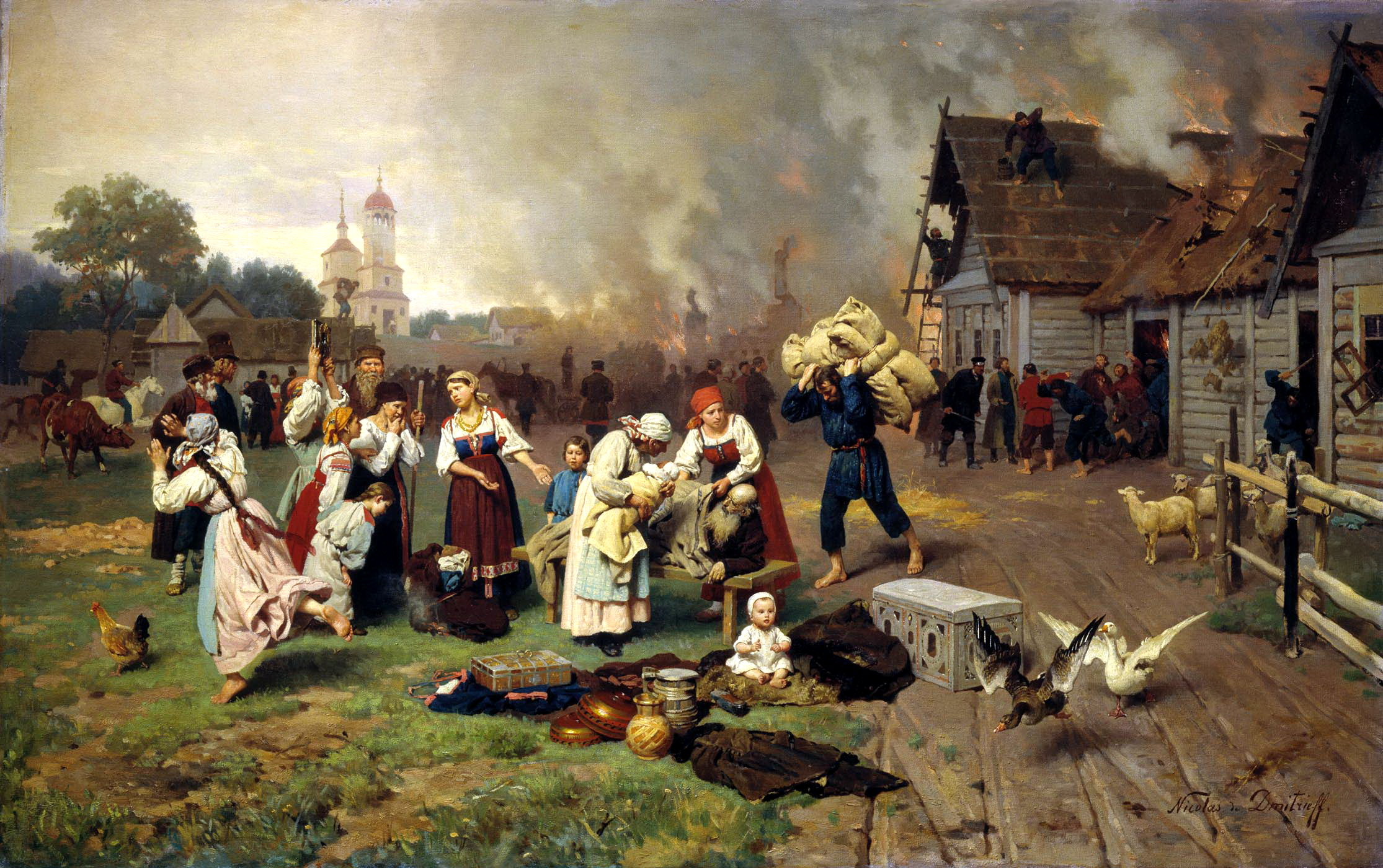
Пожар в деревне. 1885 Русский музей, Санкт-Петербург
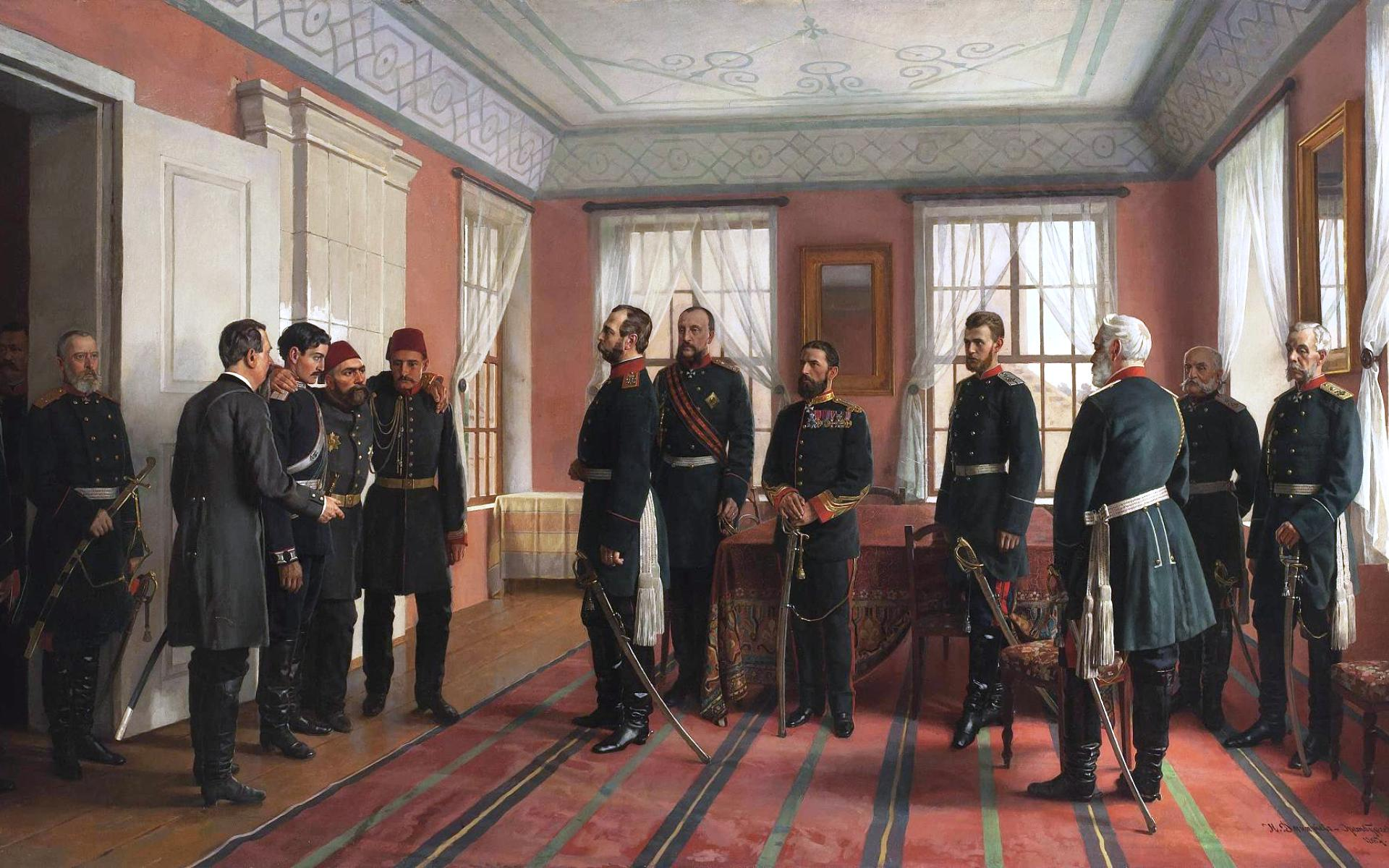
Представление пленного Осман-паши Александру II, в день взятия Плевны русскими войсками 29 ноября 1877 года. 1898 Эрмитаж, Санкт-Петербург
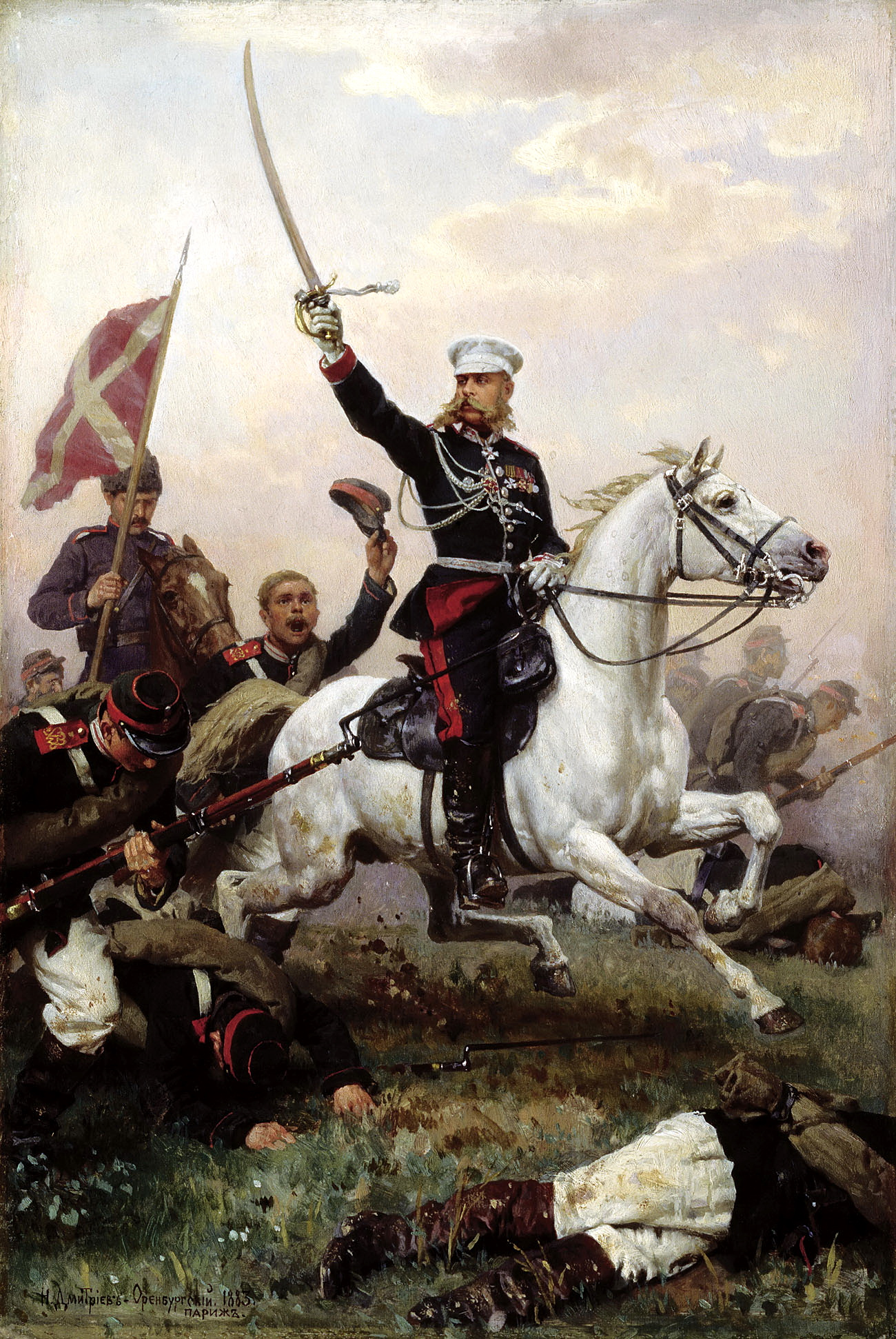
Генерал М. Д. Скобелев на коне. 1883 Областной художественный музей им. В. П. Сукачева, Иркутск